# Astragaal

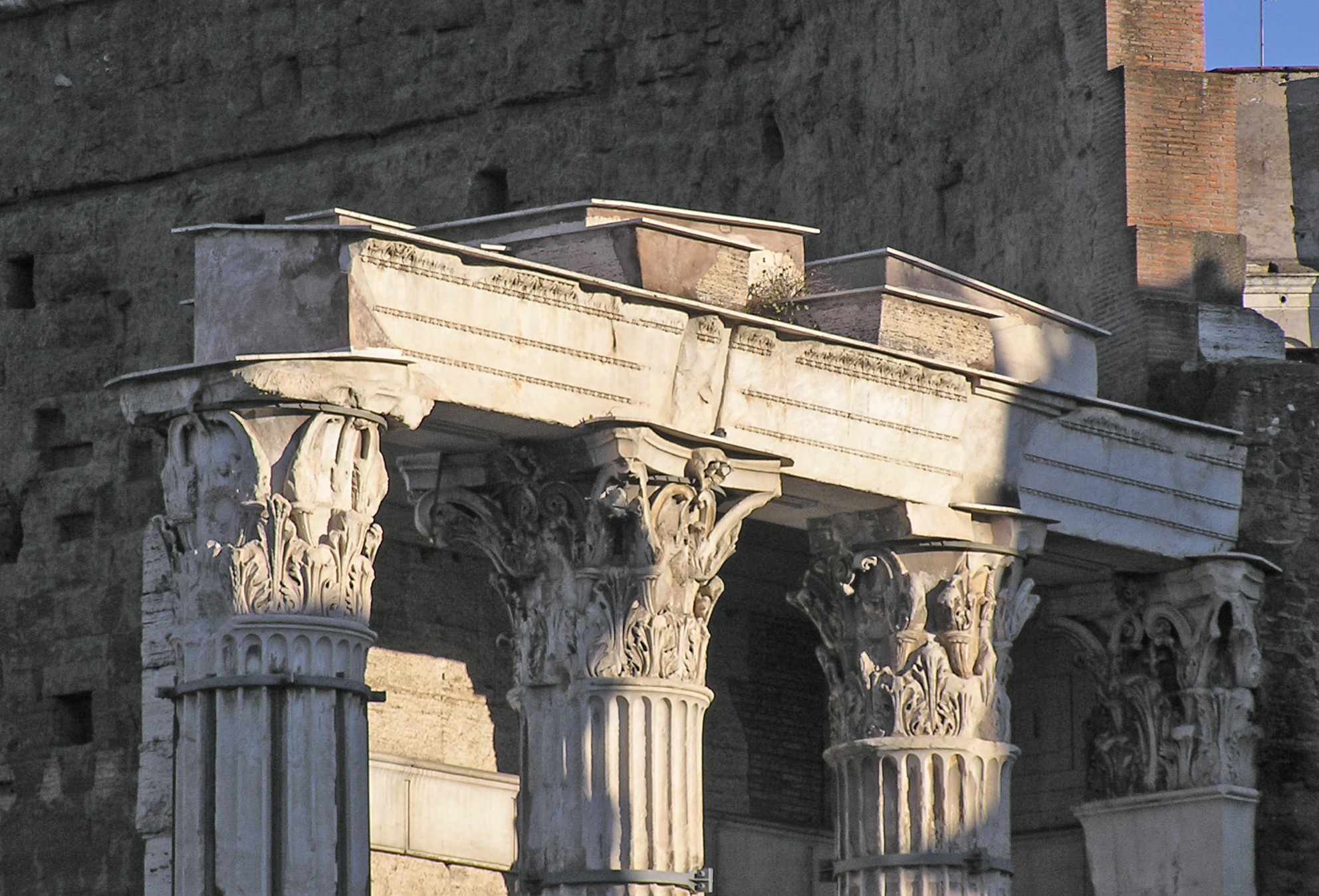
Fragment van een composiet entablement met drie astragalen op de architraaf: een onder het Lesbisch cymatium en twee tussen de drie banden van de architraaf

Een astragaal is een bolrond sierprofiel dat de scheiding vormt tussen twee architectonische onderdelen in de klassieke architectuur. De naam is afgeleid van het Oudgriekse ἁστράγαλος (astragalos) wat enkelbot betekent.
Astragalen werden zowel toegepast bij zuilen als bij de sierlijsten van het hoofdgestel. Zowel onder het Ionisch cymatium als het Lesbisch cymatium bevindt zich een astragaal in de vorm van een parellijst. Bij zuilen vormt de astragaal de scheiding tussen de zuilschacht en het kapiteel.